# Nick Martinez
Nicholas Andres Martinez (Miami, 5 de agosto de 1990) é um jogador de beisebol estadunidense, que joga na posição de arremessador (pitcher).

## Carreira
Martinez compôs o elenco da Seleção dos Estados Unidos de Beisebol nos Jogos Olímpicos de Verão de 2020 em Tóquio, onde conquistou a medalha de prata após confronto contra a equipe japonesa na final da competição.